# San José de la Vinata
San José de la Vinata är en ort i Mexiko.   Den ligger i kommunen Durango och delstaten Durango, i den centrala delen av landet, 800 km nordväst om huvudstaden Mexico City. San José de la Vinata ligger 1 894 meter över havet och antalet invånare är 248.
Terrängen runt San José de la Vinata är kuperad åt sydväst, men åt nordost är den platt. Runt San José de la Vinata är det ganska tätbefolkat, med 60 invånare per kvadratkilometer. Närmaste större samhälle är Victoria de Durango, 8,1 km norr om San José de la Vinata. Trakten runt San José de la Vinata består i huvudsak av gräsmarker.